# Чень Міншу
Чень Міншу (спрощ.: 陈铭枢; кит. трад.: 陳銘樞; піньїнь: Chén Míngshū акад. Чень Мíншу́) (4 грудня 1889 Ляньчжоу Гуандун Династія Цін — 15 травня 1965 Пекін КНР) — китайський генерал політик один з лідерів Повстання у Фуцзянь,та учасник Інцидента 28 січня.
Хакка з Хепу, Гуансі,закінчив військову академію Баодін (яка знаходиться в однойменному місті Баодін) брав участь у Північному поході.
Короткий час був виконуючий обов'язки прем'єр-міністра після того, як Чан Кайші пішов у відставку в грудні 1931 року. У 1932 році він брав участь в інциденті 28 січня, захищаючи місто Шанхай від Японської імперії .
Короткий період часу був членом Соціал-демократичної партії Китаю.[джерело?]
Був одним із головних лідерів Фуцзяньського повстання та генеральним секретарем Продуктивної народної партії, провал яких змусив його виїхати до  Британського Гонконгу.
У 1948 році приєднався до Революційного комітету Центрального постійного комітету Гоміньдану.Після заснування Китайської Народної Республіки він був членом постійних комітетів Народної політичної консультативної ради Китаю та Всекитайських зборів народних представників.Під час анти-правого руху він вирішив бути «правим».   

## Зовнішні посилання
- http://rulers.org/indexc2.html#chenm